# Molops striolatus
Molops striolatus – gatunek chrząszcza z rodziny biegaczowatych i podrodziny dzierowatych.
Gatunek ten opisany został po raz pierwszy w 1801 roku przez Johana Christiana Fabriciusa pod nazwą Carabus striolatus.
Chrząszcz o ciele długości od 15 do 21 mm, ubarwionym głównie lśniąco czarno. Głowa ma stosunkowo krótkie czułki owłosione począwszy od trzeciego członu. Przedplecze ma krawędzie boczne słabo zakrzywione i ku tyłowi nabrzmiałe, krawędź przednią zaś węższą od tylnej lub równą jej szerokości. Wewnętrzne dołki przypodstawowe przedplecza są zwykle mniejsze i zaznaczone słabiej niż zewnętrzne. Pokrywy są nieowłosione. Odnóża mają owłosione grzbietowe powierzchnie stóp.
Owad górski, europejski, znany z północnych Włoch, Słowenii, Chorwacji, Bośni i Hercegowiny oraz austriackiej Karyntii. 